# 王子汽車
王子汽車工業（日语：プリンス自動車工業株式会社）乃1947年創業的日本汽車製造商，1966年因財務困難併入日產汽車。此外，香港也曾引進此品牌，並譯作「太子牌」汽車。

## 概要
第二次世界大戰後日本戰敗，盟軍接收立川飛機（立飛企業前身），使得外山保、田中次郎等技師頓時失業，遂於1947年創立東京電力汽車公司（（日語）東京電気自動車），投入研發電動汽車的工作。1951年改成開發汽油引擎汽車，並獲得普利司通輪胎創辦人石橋正二郎的投資經營，以及原屬中島飛機體系的富士精密工業併入，公司名稱也歷經數次更動。
由於前身是飛機製造廠，該公司傳統上著重於技術研發，耗費大量開發成本；另一方面該公司產品以中型車為主力，但當時日本消費者偏好排氣量較小的汽車，因而缺乏競爭力。雖然1960年代在日本車壇活躍，後期卻持續出現財政困難的窘境，最終在1966年8月1日和日產汽車合併（實質上是被日產汽車收購）。
此外，該公司和日本皇室的關係深厚，曾是御用座車的供應商。昭和27年（1952年）11月10日明仁親王立為太子，故公司名稱「王子」即源於此。明仁本身即為汽車愛好者，在他青年時期宮內廳納入1954年式王子AISH、1958年式王子Skyline（1900c.c.試作車）、1964年式王子Grand Gloria等車款，明仁皆曾駕駛這些車輛在東京近郊馳騁。另外有7輛日產Prince Royal，雖然是由王子汽車開發，但日本皇室在兩家公司合併後的1967年2月才購入。貴為御用座車，這款車很罕見地同時冠名「日產」、「王子」。1960年代前期，宮內廳也大量採用該公司的車款作為公用車。

## 沿革

### 電動汽車製造商時期
立川飛機（石川島飛機製作所前身）在1945年二戰結束後跨入製造民生用品的領域，彼時民生凋蔽、石油短缺，於是投入電動汽車的開發工作。車身底盤技術源自高速機關工業（（日語）オオタ自動車工業，品牌為「太田〔（日語）オオタ〕」），戰前乃為一家小型車製造廠，戰時被納入立川飛機體系。1946年3月申請轉換至汽車產業，11月完成以太田貨車為基礎而開發的試作車「EOT-46」。此時美軍下令接收該工廠，作為汽車修理廠，如此一來迫使外山保、田中次郎等技師決定獨立。他們獲得美軍的許可使用原工廠的資材與機械設備，另尋東京北多摩郡府中町府中監獄旁的小型飛機滑翔機工廠另起爐灶，由日立製作所提供馬達、委託湯淺電池協助開發電池。

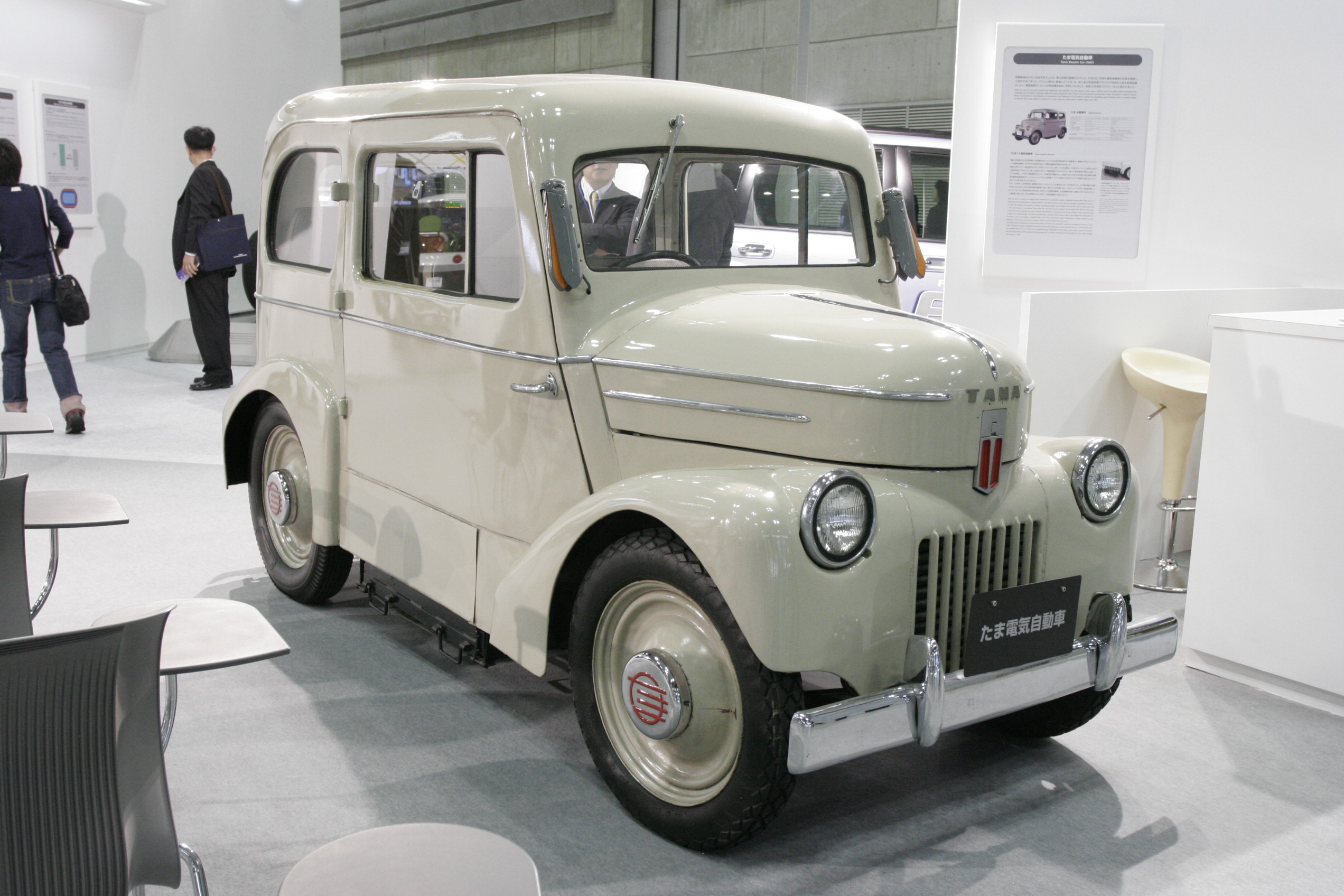
「多摩」乘用車型電動汽車

1947年GHQ下令立川飛機集團解散，4月外山保等人完成「EOT-47」試作貨車，6月正式創設東京電力汽車公司（（日語）東京電気自動車），並發表接近市售版的電動汽車。這款車分成乘用車型與貨車型兩種，依工廠所在地命名成「多摩（（日語）たま）」。電池安裝在傳動軸和車架間縫隙的電池盒中，並設計滑軌以便裝入或取出；電量不足時，取出電池盒並替換新電池。電量充足時的最高時速35km/hr，可續航65公里。目前日產汽車保有一輛乘用車型作為靜態展示，2010年9月7日曾復原並實際上路行駛。
1948年繼續研發「多摩Junior（（日語）たまジュニア）」、「多摩Senior（（日語）たまセニア）」，尋求大型化、高性能化，前輪獨立懸吊採取橫置板葉彈簧及油壓式煞車，電池也改成固定式，「多摩Senior」更採用交叉式車架橫梁的低後車斗。外山保的岳父鈴木里一郎是自由黨議員、美術商，普利司通輪胎的創辦人石橋正二郎是鈴木的顧客，外山透過這層關係向石橋探詢投資意願，以求企業永續經營。原本就曾考慮過汽車製造的石橋同意此事，1949年2月石橋就任董事會會長，鈴木則按石橋的意思出任社長。同年11月公司總部從府中遷往三鷹，同時公司名稱變更成多摩電力汽車（（日語）たま電気自動車）。「多摩Junior」和「多摩Senior」小改款，原本木頭車架改為全鋼製，並延長軸距。「多摩Senior」頂級車款的軸距2,400mm，車身重量1.90公噸以上（電池佔了大部分的重量），最高速度55km/hr，充飽電可續航200公里，堪稱當時日製電動車性能之最。
1950年6月25日爆發韓戰，鉛的成本節節攀升，由於這是電池的主要材料，電動汽車頓時失去價格競爭力。於是該公司企圖轉型，改製造汽油引擎汽車，同年11月和富士精密工業簽訂引擎開發契約，而後者正是原中島飛機的東京荻窪工廠與濱松工廠合併而成。翌年再度更名成多摩汽車（（日語）たま自動車），庫存的「多摩Junior」、「多摩Senior」車身和底盤改搭載高速機關工業的汽油引擎，並以「太田」的品牌銷售。此時富士精密工業股東之一的日本興業銀行（瑞穗金融集團前身）並不贊成富士精密工業和多摩汽車的合作案，石橋正二郎遂買下其持股，並當上富士精密工業董事會會長，成為日後兩家公司合併的佈局。

### 汽油引擎汽車製造商時期
1952年發售搭載汽油引擎的「AISH型乘用車」、「AFTF型貨車」，本來車名仍預定為「多摩」，不過當年明仁親王冊立為太子，遂以響亮、洋化的「王子（（日語）プリンス）」作為車名。是故同年11月公司復更名為王子汽車（（日語）プリンス自動車工業），且建立起銷售網。「AISH型乗用車」和「AFTF型貨車」所搭載的1.5L FG4A型可輸出日製同級車最大的45ps馬力，乃以石橋正二郎擁有的標緻202的1.2L引擎為基礎，加以放大尺碼開發出來的，接著10年間成為該公司的主力引擎。「AISH型乗用車」具備四速同步嚙合式變速齒輪箱、方向機式變速握桿、油壓煞車等配備，在當時的日系自製汽車中屬於先進車款。1954年2月成立關係企業王子汽車販售公司（（日語）プリンス自動車販売，以下簡稱「王子自販」），以強化銷售營業能力；4月富士精密工業終於和該公司合併。1955年小型貨車「AKTG-1型」上市，其平頭式（cab over the engine，駕駛室位於引擎上方，故車頭是平的）設計為日系小型貨車之首創。翌年「AISH型乘用車」小改款，同時發表新開發的「AMSH型乘用車」。後者之前輪採用單A臂懸吊系統，以抗衡其他競爭對手。1957年發售第一代王子Skyline，除了全新的底盤設計，後輪採用第迪安式活軸懸吊（De Dion tube）也是日系車首見。同時投入開發600c.c.氣冷式、後置引擎佈局的小型車「DPSK型」，1959年完成試作車時卻因資金困難而難以正式量產。1960年開始推動「汽車事業五年計劃」，大手筆投資200億日圓採購機械設備。1961年2月再度更名成王子汽車工業（（日語）プリンス自動車工業），3月新的村山工廠開始動工建設，12月專門生產縫紉機的濱松工廠獨立成子公司（現為THK韻律公司）。1962年委託義大利籍設計師喬瓦尼·米切洛蒂（Giovanni Michelotti）設計外型的第一代Skyline Sports發售，由於銷售狀況並不理想，殘存約60輛手工打造的車。同年10月村山工廠落成並投入生產，此工廠包含車輛試驗場，成為往後的主力生產線。
1963年第二代王子Gloria（S40型）追加「Gloria Super6」新車型，搭載新開發的2.0L直列六缸SOHC G7型引擎，這是日系國產車中第一輛搭載SOHC引擎的車款。1965年5月公開與日產汽車合併的計劃，當時日本車壇面臨開放進口車的壓力，加上通商產業省主動提出整併汽車界的構想。王子汽車本身早已存在經營不善的事實，雖然各地經銷商都會囤積車輛作為庫存，但銷售部門「王子自販」為了業績被迫削價賣給各地經銷據點，久而久之便陷入慢性的赤字經營。除此之外，董事會會長石橋正二郎身為普利司通輪胎公司的負責人，王子汽車被迫只能使用前者的產品，苦於無法選擇其他品牌的輪胎。因為這個緣故，當時通產省大臣櫻内義雄在石橋正二郎、日產汽車公司社長川又克二和往來銀行之間穿針引線，間接促成兩家公司的合併案。終於在1966年8月1日，兩家汽車公司宣布合併，可是實質上是由日產汽車併購了出現財務危機的王子汽車。

### 合併後的發展
兩家公司合併之後，原王子汽車的員工、工廠設備、銷售網絡、車款產品等皆由日產汽車接手繼續經營，而銷售部門「王子自販」則更名為「日產王子汽車販賣公司（（日語）日産プリンス自動車販売）」，直到1986年10月1日統合成「日產汽車販賣（（日語）日産自動車販売）」體系。不過舊王子汽車在日產汽車內部形成一個旁支派系，直到1970年代歷經好幾年以換牌工程方式整理統合車種產品，加上日產汽車工會對原王子汽車的勞工採取包容吸收的態度，才逐漸消弭旁支派系的壁壘。

### 王子汽車的殘跡
1998年日產汽車關閉荻窪工廠，這是中島飛機最初成立的引擎工廠，同時也是後來王子汽車的主力生產點。2001年3月該公司關閉原屬王子汽車的村山工廠，原址另興建了一座永旺武藏村山購物中心（（日語）イオンモールむさし村山）。2003年8月29日日產汽車發售由三菱汽車代工製造的輕型商用車日產Clipper，「Clipper」沿用自王子汽車的車名。2004年隨著日產Cedric（日產Gloria的兄弟車）停產，舊王子汽車所保留下來的車名僅剩日產Skyline、日產NV100 Clipper而已。此外，日產汽車所屬的販售體系「日產王子店（（日語）日産・プリンス店）」、東京都武藏村山市有一座「王子之丘公園」、海運公司「王子海運（（日語）プリンス海運）」等皆與王子汽車有所關聯。

## 開發或量產的車款
以下括弧內為原廠開發代號：
- EOT-47型貨車
- 多摩乘用車（E4S-47）
- 多摩Junior（E4S-48）
- 多摩Senior四門（E4S-49） / 多摩Senior（EMS-48）
- 王子Saden（AISH，另有前輪獨立懸吊的AMSH「王子Saden Special」）
- 日產Prince Royal（S390P-1/A70，皇室御用車）
- 王子Truck（AFTF）
- 王子Pickup（AFPB）
- 王子Light Van（AFVB）
- 王子Commercial Van（AIVE）
- 王子Commercial Pickup（AIPC）
- 王子Cab-over Truck（AKTG）
- BNSJ型乘用車（1956年3月第3屆東京車展展出作品）
- 王子Skyline（第一代ALSI/BLSI/S21、第一代衍生車「Skyline Sports」BLRA/R21、第二代S50系、第三代S70/C10系）
- 王子Skyway（第一代貨車ALVG/BLVG/V23、第一代皮卡車ALPE/BLPE/P23、第二代貨車V51）
- 王子Miler（第一代ARTH/BRTH/T43系、第二代T44系）
- 王子Clipper（第一代AQTI/BQTI、第二代T65系/T40）
- 王子Gloria（第一代BLSIP、第二代S40系、第三代S60/A30系）
- CPSK/DPSK型乘用車（以小型國民車為發想的試作車）
- 王子1900 Sprint（R52，1963年東京車展展出出品）
- 王子Homer（T64系/T20）
- 王子Homy（第一代B64系/T20）
- 王子R380
- 王子Light Coach（第一代AQVH/BQVH、第二代B63系/B65系/T40）

## 外部連結
- （日語）NISSAN LIFE: プリンス自動車工業株式会社[永久]